# Daung Kyun
Daung Kyun är en ö i Myanmar.   Den ligger i regionen Taninthayiregionen, i den södra delen av landet, 900 km söder om huvudstaden Naypyidaw. Arean är 110 kvadratkilometer.
Terrängen på Daung Kyun är lite kuperad. Öns högsta punkt är 305 meter över havet. Den sträcker sig 18,8 kilometer i nord-sydlig riktning, och 11,9 kilometer i öst-västlig riktning.  I omgivningarna runt Daung Kyun växer i huvudsak städsegrön lövskog.